# ヴィルヘルム・ハインリヒ (ザクセン＝アイゼナハ公)
ヴィルヘルム・ハインリヒ（Wilhelm Heinrich von Sachsen-Eisenach, 1691年11月10日 - 1741年7月26日）は、ザクセン＝アイゼナハ公（在位：1729年 - 1741年）。

## 生涯
ヴィルヘルム・ハインリヒは、ザクセン＝アイゼナハ公ヨハン・ヴィルヘルムとその最初の妃アマーリア・ファン・ナッサウ＝ディーツの長男として、オラニエヴァウトで生まれた。弟たちはみな早世した。
1713年2月15日にイトシュタインにおいて、ナッサウ＝イトシュタイン伯ゲオルク・アウグストの娘アルベルティーネ・ユリアネと結婚したが、2人の間に子供は生まれなかった。アルベルティーネ・ユリアネの死から8か月後の1723年6月3日にベルリンにおいて、アルブレヒト・フリードリヒ・フォン・ブランデンブルク＝シュヴェートの娘アンナ・ゾフィー・シャルロッテと再婚した。しかしこの結婚でも子供は生まれなかった。
1730年から1741年まで、ヨハン・アダム・ビルケンシュトックが楽長の地位に就き、宮廷オーケストラの音楽監督と指揮者を務めた。しかし、1741年にヴィルヘルム・ハインリヒが死去した後、宮廷聖歌隊は解散した。
ヴィルヘルム・ハインリヒは1729年の父の死後、ザクセン＝アイゼナハ公領を継承した。ヴィルヘルム・ハインリヒの死後ははとこにあたるザクセン＝ヴァイマル公エルンスト・アウグスト1世がアイゼナハ公領を継承した。この継承によるアイゼナハとヴァイマルの間の統合は、2つの領地が正式に統合される1809年までは名目上のものであった。ヴィルヘルム・ハインリヒはアイゼナハで死去した。